# Das Erbe von Björndal
Das Erbe von Björndal is een Oostenrijkse dramafilm uit 1960 onder regie van Gustav Ucicky. Het scenario is gebaseerd op het tweede deel (1934) van de romantrilogie Het geslacht Bjørndal van de Noorse auteur Trygve Gulbranssen.

## Verhaal
Na het overlijden van Dag sr. volgt zijn zoon Dag hem op als heer van de boerderij. Hij tracht weliswaar de verhouding met zijn buurman te verbeteren, maar toch dienen er zich nieuwe moeilijkheden aan.

## Rolverdeling
| Acteur               | Personage         |
| -------------------- | ----------------- |
| Joachim Hansen       | Dag               |
| Maj-Britt Nilsson    | Adelheid          |
| Hans Nielsen         | Majoor Barre      |
| Carl Lange           | Overste von Gall  |
| Brigitte Horney      | Tante Eleonore    |
| Ellen Schwiers       | Gunvor            |
| Hans Christian Blech | Aslak             |
| Michael Hinz         | Dag jr.           |
| Franz Messner        | Lorenz von Gall   |
| Elisabeth Epp        | Mejuffrouw Krause |
| Gertraud Jesserer    | Barbara           |
| Franz Schafheitlin   | Koopman Holder    |
| Hintz Fabricius      | Priester Ramer    |